# WISE J224607.57-052635.0
WISE J224607.57-052635.0 é uma Galáxia Infravermelha Extremamente Luminosa (ELIRG) que, em 2015, foi anunciada como a galáxia mais luminosa do Universo. O brilho é de cerca de 300 trilhões de vezes o do Sol (349×1012). A luz é gerada por um quasarcom 10 bilhões de vezes a massa do Sol. A luz emitida pelo buraco negro supermassivo do quasar que converte a energia gerada em raios infravermelhos. A galáxia libera 10.000 vezes mais energia do que a Via Láctea, embora WISE J224607.57-052635.0 seja menor do que a nossa galáxia. WISE J224607.57-052635.0 fica a uma distância de 12,5 bilhões de anos-luz da Terra. A galáxia foi descoberta usando o Wide-field Infrared Survey Explorer.